# Tah na branku
Tah na branku (v anglickém originále Moving the Chains) je třináctá epizoda z šesté řady amerického lékařského dramatu Dr. House.

## Děj

### Případ
Tým se ujme případu 22letého Daryla, obránce v americkém fotbalu, který se krátce poté, co zaútočil na spoluhráče během záchvatu vzteku na fotbalovém hřišti, opakovaně udeřil helmou do hlavy.
House má podezření na hypertrofickou kardiomyopatii a říká týmu, aby zatížil srdce pacienta, dokud se neobjeví příznaky. Daryl si přeje hrát hru před skauty NFL a opouští nemocnici, přestože léčba není dokončena. Doprovází ho Foreman a když Daryl opět začne prožívat rozmazané vidění a nakonec oslepne, je znovu přijat. Foreman připouští, že Daryla omámil dusičnany, aby ho dostal zpět do nemocnice. Zatímco se House dívá na Darylovy výsledky, uvědomuje si, že ztratil jen jednu libru a dochází k závěru, že má melanom, který byl obtížný na odhalení kvůli Darylově temné kůži.

### Foremanův bratr
Poté, co všichni opustí Houseovu kancelář, aby provedli testy na GnRH a adenom, řekne House Foremanovi, že Foreman musí vyzvednout staršího bratra Marcuse (Orlando Jones) z vězení. House říká Foremanovi, aby si vzal den volna, ale Foreman říká, že je zaneprázdněn prací. Později Foreman zjistí, že House najal Marcuse jako osobního asistenta. House se snaží na Foremana „vykopat špínu“ vyslýcháním Marcuse; House zjistí, že jejich matka zemřela před třemi měsíci a Foreman odmítl promluvit na pohřbu. Navzdory Marcusovým prosbám House zveřejňuje smrt matky před celým týmem, který rozzuří oba bratry (což způsobí, že Marcus opustí práci), ale nutí je to spolu promluvit, čímž je sblíží. Podle Wilsona to byl Houseův plán po celou dobu a House je „tajně milý chlap“. Na konci epizody se Foreman objeví v domě na půli cesty, kde Marcus pobývá, a nabízí mu, aby přišel s rodinou; nabídne také Marcusovi práci zpět, ale Marcus argumentuje, že jakmile se House dozví že jsou v dobrém vztahu, nabídka práce už nebude platná.

### House a Wilson
Wilson trestá House za použití vany ve své koupelně v jejich novém bytě. Později, když Wilson najde vačice ve své vaně, předpokládá, že na něj House nastražil žert. Později House znovu použije Wilsonovu vanu a madlo pro hendikepované se utrhne ze. Když je konfrontován, Wilson popírá odpovědnost. Když dospějí k závěru, že to je někdo jiný, čekají v noci, přičemž se najednou spustí sprinklery, zaplaví jejich byt a způsobí škodu na Wilsonově ploché televizi. Později Lucas, přítel Cuddyové připouští, že celou dobu byl on, protože koupili byt, který chtěl on (v epizodě „Wilson“). Cuddyová řekne Lucasovi, že přišla na to, že dělal žerty na House a Wilsona a řekne mu, ať je nechá být.

### Voják
Muž přijde k Housovi na ambulanci a předstírá, že má oční problém. Když House zjistí, že lhal, muž mu řekne, že je voják, a že jeho smlouva o zařazení měla vypršet, takže on a jeho manželka plánovali mít dítě a ona otěhotněla. Protože armáda prodloužila smlouvu, podváděl House, aby mohl být propuštěn kvůli svému falešnému očnímu problému, aby mohl trávit více času se svou ženou. House odmítá a říká mu, že skuteční muži by se „buď přestěhovali do Kanady, nebo se střelili do nohy“. House po chvíli najde téhož muže v nemocnici poté, co se střelil do nohy. House mu říká, že jeden z jeho prstů bude amputován, ale pak House odhalí, že armáda nemá potíže s devítiprstými pěšáky, pokud mohou chodit a běhat, ledaže by si nechal amputovat celou nohu. House ho potom podruhé opustí. Na konci epizody, po rozhovoru s Wilsonem, vidí House muže na invalidním vozíku tlačeném jeho těhotnou manželkou; jeho noha byla amputována. Muž se podívá na House a pak se usmívá.

## Diagnózy

zhoubný melanom na kůži

- špatné diagnózy: hypertrofická kardiomyopatie
- správná diagnóza: melanom